# The Melody of Love
The Melody of Love è un cortometraggio muto del 1912. Il nome del regista non viene riportato nei credit del film che fu prodotto dalla Essanay Film Manufacturing Company.

## Trama
La storia d'amore tra un compositore e una bella ed elegante signora della buona società incontra molti ostacoli sulla sua strada.

## Produzione
Il film fu prodotto dalla Essanay Film Manufacturing Company.

## Distribuzione
Distribuito dalla General Film Company, il film - un cortometraggio in una bobina - uscì nelle sale cinematografiche statunitensi l'8 febbraio 1912.